# Меховов, Иван Сергеевич
Иван Сергеевич Меховов (род. 14 мая 2003, Салават, Башкортостан) — российский хоккеист, нападающий. Мастер спорта России (2021).

## Биография
Начинал заниматься хоккеем в школе «Юрматы» (Салават). С 2017 года — в системе казанского «Ак Барса». В 2020 году дебютировал в команде МХЛ «Ирбис», с сезона 2021/22 игрок «Барса» в ВХЛ. 10 сентября и 4 ноября 2021 года провёл за «Ак Барс» два матча в КХЛ.
Серебряный призёр юниорского чемпионата мира 2021 года.